# Dream Daddy: A Dad Dating Simulator
Dream Daddy: A Dad Dating Simulator é um vídeo game de visual novel lançado em 20 de julho de 2017 para PC e Mac. O jogo foi publicado e desenvolvido pela Game Grumps, sendo escrito por Vernon Shaw e Leighton Gray.

## Jogabilidade
Dream Daddy é um visual novel interativo onde o jogador pode escolher entre sete pais diferentes para namorar. São incluídos minijogos para serem completos, múltiplos finais e atuação de voz feitas pelos membros da desenvolvedora Game Grumps. O jogador pode personalizar a aparência de seu personagem.

## Enredo
O jogo segue um pai solteiro e solitário que acabou de se mudar para Maple Bay com sua filha. Na rua onde ele mora, a maioria dos pais são solteiros e o jogador tem a opção de se relacionar com eles. Os pais disponíveis para relacionamento são Mat, Craig, Hugo, Brian, Damien, Robert e Joseph.

## Desenvolvimento
Em 14 de julho de 2017, foi anunciado que o lançamento do jogo seria adiado devido à descoberta de alguns defeitos de última hora, e perderia sua data de lançamento original de 13 de julho de 2017. O lançamento recebeu uma nova data de 19 de julho de 2017, mas atrasou novamente. O jogo finalmente saiu em 20 de julho de 2017.

## Recepção
As críticas em relação ao jogo foram bastante mistas. Enquanto o jogo tem atualmente uma pontuação média de 67.75% no GameRankings com base em 8 críticas e uma pontuação de 70 de 100 no Metacritic com base em 10 críticas, as avaliações de usuários no Metacritic colocam o jogo em uma pontuação de 8.0/10 com base em 71 críticas. Além disso, o Steam atualmente lista a recepção do jogo como "muito positiva" com base em 1.400 críticas.